# HLBR
O HLBR é um projeto brasileiro, criado em novembro de 2005, derivado do Hogwash (desenvolvido por Jason Larsen em 1996). Este projeto é destinado à segurança em redes de computadores.
O HLBR é um IPS (Intrusion Prevention System) capaz de filtrar pacotes diretamente na camada 2 do modelo OSI (não necessita de endereço IP na máquina). A detecção de tráfego malicioso é baseada em regras simples (o próprio usuário poderá confeccionar novas regras). É bastante eficiente e versátil, podendo ser usado até mesmo como bridge para honeypots e honeynets. Como não usa a pilha TCP/IP do sistema operacional, ele é "invisível" a outras máquinas na rede e atacantes.